# Amphicoma splendens
Amphicoma splendens är en skalbaggsart som beskrevs av Yawata 1942. Amphicoma splendens ingår i släktet Amphicoma och familjen Glaphyridae. Inga underarter finns listade i Catalogue of Life.